# Cueva de les Encantades
La cueva de les Encantades se encuentra a 2.027 m de altitud a mano derecha subiendo el Torrente de la Estremera, en la Costa de les Tutes (Puigmal). Tiene un recorrido de 864 m y un desnivell de 37 m (-15 i +22) por lo cual es considerada la más larga de la provincia de Gerona.
No se debe confundir con las cuevas de Rialb o las cueva de les encantades del municipio de Queralbs, famosas por sus yacimientos prehistóricos.

## ¿Cómo llegar?
Se puede acceder en 4x4 por la carretera que llega a Vilamanya y que, pasando por el Boscàs y la mina Saragossa, nos deja al GR-11, a la misma riera donde se acaba la carretera (1.797 m). De aquí hasta la entrada hay 35 minutos sin camino.